# فلافوكسات
فلافوكسات (بالإنجليزية: Flavoxate)‏ هو مضاد للكولين مع تأثيرات مضادة للمسكارين. قد تكون خصائصه المرخية للعضلات ناتجة عن تأثير مباشر على العضلات الملساء بدلاً من استعداء مستقبلات المسكارين.

## الاستخدامات
يستخدم فلافوكسات لعلاج تقلصات المثانة البولية وللتخفيف من أعراض متلازمة المثانة المؤلمة، وعسر التبول، والإلحاح، والتبول الليلي، والألم فوق العانة، والتكرار وسلس البول كما قد يحدث في التهاب المثانة، التهاب البروستات، التهاب الإحليل.

## الآثار جانبية
يعتبر الفلافوكسات جيد التحمل بشكل عام، ولكن من المحتمل أن يسبب القيء واضطراب المعدة وجفاف الفم أو الحلق وعدم وضوح الرؤية وألم العين وزيادة حساسية العين للضوء.

## موانع الإستخدام
فرط الحساسية للدواء انسداد بوابي أو الإثنى عشر، أو الانسداد المعوي و اللفائفي؛ تعذرالارتخاء؛ نزف الجهاز الهضمي، انسداد المسالك البولية السفلية ( مثل بسبب تضخم البروستات الحميد).